# José Bardina
José Bardina (Barcelona, 27 de março de 1939 - Miami, 18 de dezembro de 2009) foi um ator de telenovelas nascido na Espanha e naturalizado venezuelano.
Bardina era mais conhecido por interpretar papéis de destaque em inúmeras telenovelas, onde costumava fazer par romântico com atrizes famosas como Lupita Ferrer e Doris Wells. Ele era popular, não só na Venezuela, mas também na Colômbia, México, Peru, Porto Rico e Espanha, após as novelas produzidas pela RCTV atingirem o seu auge durante a década de 1970.
Bardina morreu em Miami, Flórida, aos 70 anos de idade, em decorrência de complicações de um câncer na bexiga.